# Germain Gilson
Germain Emile Gilson (Orgen, 18 mei 1906 - Izel, 7 augustus 1965) was een Belgisch senator.

## Levensloop
De industrieel Gilson werd gemeenteraadslid (1938), schepen (1939-1945) en burgemeester (1945) van Izel.
Hij werd provincieraadslid voor Luxemburg (1949-1953).
In 1953 werd hij liberaal senator voor het arrondissement Aarlen in vervanging van Jules Massonnet. In 1961 werd hij gecoöpteerd senator. Van mei tot augustus 1965 was hij nog eens rechtstreeks verkozen senator.
Er is een Avenue Gemain Gilson in Izel. 